# The Grimy Awards
| Оценки критиков | Оценки критиков |
| Источник        | Оценка          |
| --------------- | --------------- |
| AllMusic        | [ 1 ]           |
| Exclaim!        | 4 из 10         |
| HipHopDX        | 3.5 из 5        |
| RapReviews      | 7.5 из 10       |

«The Grimy Awards» (с англ. — «Грязные награды») — третий сольный студийный альбом американского рэпера Илл Билла, выпущенный 26 февраля 2013 года на лейблах Uncle Howie Records и Fat Beats Records.. Пластинка была записана на звукозаписывающих студиях Found Sound Studios в Филадельфии, Busy B Studios и Kill Devil Hills в Северной Каролине и HeadQcourterz Studios в родном городе артиста, Нью-Йорке. Музыкальными продюсерами проекта стали сам Илл Билл, Лардж Профессор, Пит Рок, Джуниор Махно, Диджей Маггс, Диджей Премьер, Диджей Скизз, Эл-Пи, Ayatollah, C-Lance, MoSS, Psycho Les и дядюшка Хауи, который исполнил роль исполнительного продюсера. В качестве приглашённых гостей выступили Кью-Юник, Тиа Томас, Х.Р., Эл-Пи, A-Trak, Cormega, Jedi Mind Tricks, Lil' Fame, Meyhem Lauren, O.C. и Shabazz The Disciple. Альбом попал на 75-е место еженедельного хит-парада лучших Ар-энд-Би/хип-хоп-альбомов США и на 39-е место чартов Heatseekers, публикуемые американским журналом «Биллборд».

## Список композиций
| №                   | Название                                                   | Продюсер(ы)         | Длительность |
| ------------------- | ---------------------------------------------------------- | ------------------- | ------------ |
| 1.                  | «What Does It All Mean?»                                   | Илл Билл            | 1:48         |
| 2.                  | «Paul Baloff»                                              | MoSS                | 3:03         |
| 3.                  | «I Don't Know How Long It's Gonna Last (Skit)»             | Uncle Howie         | 0:34         |
| 4.                  | «Acceptance Speech» (при участии A-Trak)                   | Джуниор Махно       | 3:54         |
| 5.                  | «Truth»                                                    | Пит Рок             | 3:59         |
| 6.                  | «Exploding Octopus»                                        | Илл Билл            | 3:51         |
| 7.                  | «Forty Deuce Hebrew» (при участии Х.Р.)                    | Илл Билл            | 4:52         |
| 8.                  | «How To Survive The Apocalypse»                            | Psycho Les          | 3:16         |
| 9.                  | «Vio-Lence» (при участии Shabazz The Disciple и Lil' Fame) | Диджей Скизз        | 3:46         |
| 10.                 | «Acid Reflux»                                              | Лардж Профессор     | 3:23         |
| 11.                 | «L'Amour East» (при участии Meyhem Lauren и Q-Unique)      | Ayatollah           | 4:04         |
| 12.                 | «Power» (при участии O.C. и Cormega)                       | Диджей Маггс        | 3:19         |
| 13.                 | «When I Die (Remix)» (при участии Тиа Томас)               | Пит Рок             | 4:22         |
| 14.                 | «Severed Heads Of State» (при участии Эл-Пи)               | Эл-Пи               | 3:06         |
| 15.                 | «120% Darkside Justice» (при участии Jedi Mind Tricks)     | C-Lance             | 3:29         |
| 16.                 | «Canarsie High»                                            | Лардж Профессор     | 3:13         |
| 17.                 | «World Premier»                                            | Диджей Премьер      | 4:19         |
| Общая длительность: | Общая длительность:                                        | Общая длительность: | 58:17        |